# Blogosfera
Blogosfera (ang. blogosphere) – termin określający ogół blogów i powiązań między nimi.
Wiele blogów jest połączonych między sobą. Ich autorzy czytają inne blogi i zostawiają na nich komentarze, umieszczają do nich linki, odnoszą się też w treści wpisów. W ten sposób tak połączone blogi wytworzyły własną kulturę. Podczas gdy blogi pozostają wciąż formą publikacji, blogosfera jest zjawiskiem społecznym i jak inne podlegającym badaniom socjologicznym.
Terminu „blogosfera” po raz pierwszy użył (w formie żartu) Brad L. Graham, 10 września 1999. Określenie to jest wiązane ze słowem „logosphere”, który od gr. „logos” (słowo) oznacza „świat słów”, „świat dyskusji”. Jego powszechne użycie datuje się od 2002 r.

## Środki i narzędzia blogosfery
Połączenia między blogami nie byłyby możliwe bez określonych narzędzi, z których korzystają autorzy i czytelnicy blogów.

### Blogroll
Angielski termin blogroll oznacza listę linków do innych blogów. Niektórzy autorzy umieszczają tam tylko blogi, które sami czytają i polecają, inni – również te, które do nich linkują, na zasadzie wzajemności. Linki z innych blogów mają duże znaczenie w określaniu wskaźnika PageRank, a tym samym pozycji bloga w wyszukiwarce Google.

### Agregaty
Serwisy agregujące informacje z blogów wykorzystują technologię pingback. Publikacja nowego wpisu na blogu powoduje wysłanie tzw. pinga do serwisu agregującego, ten otrzymuje informację o wpisie. Użytkownik agregatu może przeglądać, przeszukiwać, oznaczać tagami, jak również subskrybować jako RSS. Największy tego typu serwis na świecie to Technorati. Polskie próby stworzenia agregatorów to BlogFrog oraz 10przykazan.com oraz Blogbox.com.pl.
Funkcje agregatów pełnią też serwisy zbierające linki przesyłane przez użytkowników, takie jak Digg, a w Polsce Wykop.pl. Istnieją także wyspecjalizowane wyszukiwarki do blogów, jak Google Blog Search, w Polsce mało popularne.

### Komentarze
Możliwość pozostawiania komentarzy to funkcja, którą oferują praktycznie wszystkie systemy blogowe. Tylko niektórzy autorzy z niej rezygnują. Komentarze można śledzić za pomocą RSS lub wyspecjalizowanych serwisów takich jak co.mments.com.

### TrackBack
Jest to narzędzie umożliwiające cytowanie w blogosferze. Trackback ułatwia pozostawienie w komentarzach do danego artykułu informacji o nawiązaniu do niego gdzie indziej, najczęściej na innym blogu.

### Inne gadżety
W blogosferze powstają liczne programy i skrypty, które pomagają zwiększyć społeczne oddziaływanie blogów. Niektóre z nich to:
- przyciski ułatwiające czytelnikom dodanie linku do zakładek społecznych (np. del.icio.us), czy też serwisów takich jak Digg i Wykop.pl;
- skrypty pokazujące ostatnich odwiedzających, ich własne profile i blogi, oferował m.in. serwis MyBlogLog;
- listy ostatnio odtwarzanych utworów oferuje m.in. Last.fm;
- listy ostatnich wiadomości z serwisów typu microblogging, takich jak Twitter i Blip.

## Problemy blogosfery
Do najważniejszych problemów blogosfery zaliczyć należy:
- spam dotykający komentarzy i trackbacków
- uzależnienie autorów blogów od systemów z których korzystają, nie wszystkie umożliwiają dostęp do wszystkich narzędzi, np. trackbacka
- tendencję twórców systemów blogowych do tworzenia społeczności zamkniętych w ramach pojedynczego systemu[4].

## Konkursy na blogera roku w Polsce
Corocznie organizowanych jest kilka konkurencyjnych konkursów na najlepszego blogera roku. Autor najlepszego blogu 2008 roku według portali Onet.pl oraz Blog.pl to 14-letnia Patrycja prowadząca blog „Mój Tata!”. Zwycięzca edycji z 2009 roku to autor blogu literackiego „Zimno.blog.pl”. Dodatkowo, dwa wyróżnienia główne zyskały: blog „Paula i Pan Śmieciuch” oraz strona Natalii Hatalskiej poświęcona reklamom.
Równorzędny konkurs do 2010 roku przeprowadzał portal Wiadomości24.pl. W 2008 roku nagrodę główną otrzymał autor politycznego blogu Matka Kurka. W kategorii Życie najlepszym okazał się „blog dziennikarski Pawła Rogalińskiego”, a w kategorii Kultura i Media – strona „Redlog”. Zwycięzcy ostatnich trzech kategorii to kolejno: Internet i Technologie – „Blogplay.eu”, Polityka – „Chłodny Żółw”, Fotoblog – „Sightseeing.blox.pl”. W 2009 roku ponownie zwyciężył autor blogu politycznego Matka Kurka, co wywołało wiele nieporozumień i kontrowersji. W 2010 roku konkursy Onet.pl i Wiadomości24.pl zostały połączone, a głosowanie, dotychczas dla internautów bezpłatne, zastąpiono płatnymi esemesami.
Swój własny konkurs przeprowadza również organizacja The World Internet Foundation. Jej konkurs „Polski Internet” od 2010 roku promuje nie tylko najlepsze blogi, ale też strony internetowe w wielu innych kategoriach. W 2010 roku najlepszym blogiem w ocenie kapituły konkursu został „blog Pawła Rogalińskiego rogalinski.com.pl”, a zdaniem internautów – „blog LadyMakeUp.pl”. W roku 2011 kapituła ponownie przyznała I miejsce Pawłowi Rogalińskiemu. Internauci częściowo podzielili zdanie kapituły i przyznali temu ostatniemu wyróżnienie. Laureatem z wyboru internautów został natomiast blog „Waldemara Rajcy waldemarrajca.blog.onet.pl”.
Tuż za powyższymi, swoje konkursy organizują też inne portale. Można wśród nich wymienić Studencki Blog Roku, Zakątkowy Blog Roku oraz Literacki Blog Roku. Ten ostatni organizowany jest przez Allegro.pl i wortal literacki Granice.